# Блонави
Блонави (пол. Błonawy) — село в Польщі, у гміні Сомпольно Конінського повіту Великопольського воєводства.
Населення — 90 осіб (2011).
У 1975-1998 роках село належало до Конінського воєводства.

## Демографія
Демографічна структура станом на 31 березня 2011 року:
|          | Загалом | Допрацездатний вік | Працездатний вік | Постпрацездатний вік |
| -------- | ------- | ------------------ | ---------------- | -------------------- |
| Чоловіки | 48      | 10                 | 33               | 5                    |
| Жінки    | 42      | 11                 | 23               | 8                    |
| Разом    | 90      | 21                 | 56               | 13                   |